# Северск (Украина)
Се́верск (укр. Сі́верськ; до 1973 года — Я́ма) — город в Бахмутском районе Донецкой области Украины, административный центр Северской городской общины. До укрупнения Бахмутского района в 2020 году был городом районного значения.

## География
Расположен на реке Бахмут, принадлежащей бассейну Северского Донца. Железнодорожная станция.

## История
С 1571 года, ближе к устью реки Бахмут, для обеспечения охраны южных границ Русского государства от крымскотатарских нападений стояла Бахмутская сторожа.

### Черногоровка
Первые зимовщики запорожских казаков около реки Бахмут появляются в конце XVI — начале XVII веков. Здесь в 1851 году образовано село Черногоровка (микрорайон города). По названию села получила наименование предскифская черногоровская культура раннего железного века (IX—VII веках до н. э.).

### Старая Мельница
На правой стороне реки Бахмут и её притока реки Яма казаки основали поселение Старая Мельница, которое в 1768 году вошло в состав ранговой дачи генерала Радивона Депрерадовича. Старая Мельница получила название Радивоновка (микрорайон города). По данным 1859 года, здесь существовало поселение Старая Мельница (Родионовка), барское село, над Бахмуткой, где было 15 дворов и 503 человека.

### Ямское
В 1859 году на правобережье реки Каменка основано село Марченко (микрорайон Ямский).
В 1881 году начал работать Каменский государственный оросительный участок с агрошколой (позже сельскохозяйственный техникум).
С появлением железной дороги в 1908—1911 годах и доломитного завода в 1909—1913 годах возник посёлок Яма (статус пгт с 27 октября 1938), который по 1959 год был административным центром Ямского района. В 1961 году посёлок получил статус города. 2 августа 1973 город Яма был переименован в Северск и выведен из состава Лиманского городского совета.

### XXI век
В 2022 году за город шли бои в ходе вторжения России на Украину. Город Северск полностью разрушен. В городе нет неповреждённых домов, вся инфраструктура отсутствует. Вокруг города до сих пор идут бои.

## Население
Количество на начало года.
| Год  | Количество жителей |
| ---- | ------------------ |
| 1939 | 5473               |
| 1959 | 11948              |
| 1970 | 14168              |
| 1979 | 14544              |
| 1989 | 14019              |
| 1992 | 14100              |
| 1994 | 15000              |
| 1998 | 14000              |
| 2002 | 14393              |
| 2003 | 14113              |
| 2004 | 13757              |
| 2005 | 13478              |
| 2006 | 13253              |
| 2007 | 13112              |
| 2008 | 12916              |
| 2009 | 12742              |
| 2010 | 12608              |
| 2011 | 12392              |
| 2012 | 12252              |
| 2013 | 12145              |
| 2014 | 12036              |
| 2015 | 11891              |
| 2016 | 11765              |
| 2017 | 11645              |
| 2018 | 11495              |
| 2019 | 11378              |
| 2020 | 11231              |
| 2021 | 11068              |

Рейтинг города (по численности населения) по состоянию на 1 января 2015 года:
| Место в бывшем СССР | Место на Украине | Место в области |
| ------------------- | ---------------- | --------------- |
| 1940                | 319              | 42              |

### Языковой состав
По данным переписи 2001 года, 76,70 % населения города указали украинский язык родным, 22,59 % — русский, 0,71 % — другие языки.

## Экономика
Добыча флюсовых известняков — Северский доломитный завод (ООО «Северский доломит»). ДП «Изосэв-1», Кирпичный цех ЗАО «Стройиндустрия».

## Социальная сфера
Музей поэта В. Н. Сосюры. 3 общеобразовательные школы, музыкальная школа, 4 детсада, профессионально-технический лицей, центр культуры, центр детского и юношеского творчества, 3 библиотеки, школа эстетического воспитания, спортивно-оздоровительный комплекс, больница, поликлиника, центр реабилитации детей-инвалидов.
Действует Северский профессиональный лицей (ул. Суворова) и Спортивно-оздоровительный комплекс «Доломитчик» (просп. Мира).

## Известные уроженцы
- Корецкий, Борис Николаевич (род. 1961) — советский спортсмен, Олимпийский чемпион (1988) по фехтованию.

## Интересные факты
- В местном сельскохозяйственном училище в 1917—1919 годах учились Кирилл Москаленко (будущий Маршал Советского Союза) и Владимир Сосюра (известный советский украинский поэт).